# ゲルト・ノイマン
ゲルト・ノイマン（独: Gert Neumann, 1942年7月2日 - ）は、ドイツの著作家。

## 経歴
ゲルト・ノイマンは、東プロイセン（現：ポーランド）のハイルスベルクで生まれ、母は作家のマルガレーテ・ノイマン。トラック運転手として働いたあと、ライプツィヒ・ドイツ文学研究所でヨハネス・R・ベッヒャーのもとで研究した。1969年には、強制的にSEDから除名され、その後、劇場の道具職人、デパートでのボイラー清掃と金具職人、ライプツィヒの病院などで働いた。東ドイツでは合法的に出版できず、違法な手段を使って西ドイツで出版した。他にも東ドイツの批判的文学シーンの雑誌に執筆し、とくにサミズダートの雑誌『Anschlag』の編集をした。その結果、ノイマンと彼の家族は監視と弾圧を受けるようになり、シュタージの戦意喪失策によって、彼の息子で写真家のアラム・ラドムスキが逮捕された
ノイマンは、ライプツィヒ自由芸術アカデミーのメンバーであり、現在はベルリンに在住。

## 作品
- Die Schuld der Worte. 1979 ISBN 3-356-00228-7
- Elf Uhr. Roman. S. Fischer 1981 ISBN 3-10-051902-7 [3]
- Die Klandestinität der Kesselreiniger. 1989 ISBN 3-10-051903-5
- Übungen jenseits der Möglichkeit. 1991 ISBN 3-910078-00-1
- Produktionsgewässer. 1993
- Rauch. 1993
- Feindselig. 1993
- Das Nabeloonische Chaos. 1993
- Sprechen in Deutschland. 1993
- Tunnelrede. 1996
- Dresdener Vorlesungen. 1999 [4]
- Verhaftet. W.E.B. Universitätsverlag 1999 ISBN 3-933592-40-2
- Anschlag. DuMont 1999 ISBN 3-83214-822-1
- Das Gespräch im Osten. Maldoror, Berlin 2000[5]
- Innenmauer. Gedichte. Keicher, Warmbronn 2003

## 表彰
- 1992, ドイツ・シラー財団（ドイツ語版）名誉賞受賞
- 1999, ウーヴェ・ヨーンゾン賞（ドイツ語版）受賞